# Coraline Ada Ehmke
Coraline Ada Ehmke (...) è una sviluppatrice di software e un'attivista a favore dell'open source statunitense.
Inizia la sua carriera come sviluppatrice web nel 1994, lavorando in numerosi settori come ingegneria, consulenza, istruzione, pubblicità e sanità. È diventata famosa dopo il suo lavoro con Ruby che le è valso il Ruby Hero award alla RailsConf, una conferenza per Ruby on Rails.
È anche nota per il suo lavoro da attivista per la giustizia sociale, per la creazione del Contributor Covenant e la promozione, lo sviluppo e la diffusione dei codici di condotta per i software e le communities open source.